# Valle de Abdalajís
Valle de Abdalajís là một đô thị trong tỉnh Málaga, cộng đồng tự trị Andalusia Tây Ban Nha. Đô thị này có diện tích là 21 ki-lô-mét vuông, dân số năm 2009 là 2.842 người  với mật độ 135,33 người/km². Đô thị này có cự ly 50 km so với tỉnh lỵ Málaga.